# Poka (Tartu)
Poka – wieś w Estonii, w prowincji Tartu, w gminie Mäksa.